# 4 tháng 1
Ngày 4 tháng 1 là ngày thứ 4 trong lịch Gregory. Còn 361 ngày trong năm (362 ngày trong năm nhuận).

## Sự kiện
- 947 – Các tướng Hậu Tấn Đỗ Trọng Uy, Lý Thủ Trinh, Trương Ngạn Trạch suất sở bộ 20 vạn người đến hàng Hoàng đế Khiết Đan Da Luật Đức Quang, tức ngày Bính Dần (10) tháng 12 năm Bính Ngọ.
- 1642 – Quốc vương Charles I (Anh) phái binh sĩ đi bắt giữ các thành viên của Quốc hội, bắt đầu đẩy quốc gia vào nội chiến.
- 1798 – Các công dân của Mulhouse bỏ phiếu ủng hộ việc rời khỏi Liên bang Thụy Sĩ và gia nhập vào Cộng hòa Pháp.
- 1847 – Samuel Colt bán súng ngắn ổ xoay của ông cho chính phủ Hoa Kỳ.
- 1854 – Thuyền trưởng William McDonald trên tàu Samarang khám phá ra quần đảo McDonald trên Ấn Độ Dương.
- 1865 – Sở giao dịch chứng khoán New York mở trụ sở thường trực của mình ở gần Phố Wall, thành phố New York, Hoa Kỳ.
- 1871 – Chiến tranh Pháp-Phổ: Cuộc vây hãm Rocroi bắt đầu.
- 1896 – Utah được nhận làm tiểu bang thứ 45 của Hoa Kỳ.
- 1912 – Hội Hướng đạo được hợp nhất trên khắp Khối Thịnh vượng chung Anh dựa theo hiến chương hoàng gia.
- 1947 – Bản in đầu tiên của tạp chí tin tức hàng tuần Der Spiegel được phát hành tại Hanover, Đức.
- 1948 – Myanmar giành được độc lập từ Anh Quốc.
- 1951 – Chiến tranh Triều Tiên: Quân Trung Quốc và Triều Tiên  chiếm lĩnh Seoul.
- 1958 – Vệ tinh Sputnik 1 của Liên Xô kết thúc sứ mệnh, nó bị đốt cháy trong bầu khí quyền của Trái Đất sau khi rời khỏi quỹ đạo.
- 1960 – Hiệp ước thành lập Hiệp hội Mậu dịch tự do châu Âu được ký kết tại Stockholm, Thụy Điển.
- 2004 – Mikheil Saakashvili được bầu làm tổng thống của Gruzia sau cuộc Cách mạng Hoa hồng vào tháng 11 năm 2003.
- 2006 – Thủ tướng Ariel Sharon của Israel bị một cơn đột quỵ. Quyền lực của ông được chuyển giao cho quyền Thủ tướng Ehud Olmert.
- 2010 – Khánh thành toà nhà chọc trời giữ 17 kỉ lục thế giới Burj Khalifa cao 828 m, gồm 164 tầng tại Dubai, Các Tiểu Vương quốc Ả Rập Thống nhất.[1]

## Sinh
- 1077 – Triệu Hú, tức Tống Triết Tông, hoàng đế của triều Tống, tức ngày Kỉ Sửu (7) tháng 12 năm Bính Thìn (m. 1100)
- 1643 – Isaac Newton, nhà toán học, nhà vật lý học người Anh, 25 tháng 12 năm 1642 theo lịch Julius (m. 1727)
- 1710 – Giovanni Battista Pergolesi, nhà soạn nhạc, nhạc công người Ý (m. 1736)
- 1769 – Trần Thị Đang, tôn hiệu Nhân Tuyên Thái hoàng thái Hậu, cung phi của vua Gia Long và là mẹ của vua Minh Mạng (m. 1846).
- 1772 – Jean-Étienne Dominique Esquirol, bác sĩ tâm thần người Pháp (m. 1840)
- 1809 – Louis Braille, nhà sư phạm người Pháp, phát minh Chữ Braille (m. 1852)
- 1812 – Yevdokia Petrovna Rostopchina, thi nhân người Nga, tức 23 tháng 12 năm 1811 theo lịch Julius (m. 1858)
- 1817 – Nguyễn Phúc Miên Áo, tước phong Phú Bình Quận vương, hoàng tử con vua Minh Mạng (m. 1865)
- 1848 – Katsura Tarō, chính trị gia và tướng lĩnh người Nhật Bản, thủ tướng của Nhật Bản, tức 28 tháng 11 năm Đinh Mùi (m. 1913)
- 1890 – Victor Lustig, kẻ lừa đảo người Séc (m. 1947)
- 1893 – Minagawa Yone, người trường thọ người Nhật Bản (m. 2007)
- 1896 – André Masson, họa sĩ người Pháp (m. 1987)
- 1897 – Trần Thành, tướng lĩnh và chính trị gia người Trung Quốc, tức 12 tháng 12 năm Đinh Dậu (m. 1965)
- 1910 – Quách Tấn, nhà thơ người Việt Nam (m. 1992)
- 1923 – Xuân Oanh, nhạc sĩ, dịch giả người Việt Nam (m. 2010)
- 1924 – Đào Hồng Cẩm, nhà viết kịch, nhà văn người Việt Nam (m. 1990)
- 1929 – Amitai Etzioni, nhà xã hội học Mỹ
- 1930 – Don Shula (m. 2020)
- 1936 – Nguyễn Phúc Bảo Long, hoàng thái tử của triều Nguyễn, đích trưởng tử của vua Bảo Đại, Việt Nam (m. 2007)
- 1940
  - Helmut Jahn, kiến trúc sư người Đức-Mỹ
  - Cao Hành Kiện, tác gia, nhà soạn kịch người Trung Quốc-Pháp, đoạt giải Nobel
  - Nguyễn Mộng Giác, nhà văn người Việt Nam (m. 2012)
- 1943 – Hwang Sok-Yong, tác gia người Hàn Quốc
- 1945 – Richard R. Schrock, nhà hóa học Mỹ, đoạt giải Nobel
- 1947 – Xuân Đức, nhà văn người Việt Nam
- 1950 – Vũ Xuân Hồng, chính trị gia người Việt Nam
- 1954 – Tina Knowles, nhà thiết kế thời trang người Mỹ
- 1965 – Julia Ormond, diễn viên người Anh
- 1980 – Greg Cipes, diễn viên, ca sĩ người Mỹ
- 1983 – Uemura Kana, ca sĩ, nhạc sĩ người Nhật Bản
- 1984 – Lê Tấn Tài, cầu thủ bóng đá người Việt Nam
- 1986 – 
  - James Milner, cầu thủ bóng đá người Anh
  - Katrina Halili, diễn viên, ca sĩ, người mẫu người Philippines
- 1990 – Toni Kroos, cầu thủ bóng đá người Đức
- 1992 - Trần Ngọc Lan Khuê, Hoa Khôi Áo dài Việt Nam 2014
- 1997 – Tạ Khả Dần, nhạc sĩ, ca sĩ, rapper người Trung Quốc, thành viên nhóm nhạc The Nine

## Mất
- 1852 – Trần Thị Tuyến, phong hiệu Tam giai Trang tần, phi tần của vua Minh Mạng (s. 1791)
- 1896 – Alexander, vương thân và tướng lĩnh Phổ, Đế quốc Đức (s. 1820)
- 1913 – Alfred von Schlieffen, tướng lĩnh người Đức (s. 1833)
- 1928 – Otto von Hügel, tướng lĩnh người Đức (s. 1853)
- 1941 – Henri Bergson, triết gia người Pháp, đoạt giải Nobel (s. 1859)
- 1943
  - Marina Mikhailovna Raskova, phi công, hoa tiêu người Liên Xô (s. 1912)
  - Hàm Nghi, hoàng đế của triều Nguyễn Việt Nam (s. 1871)
- 1960 – Albert Camus, triết gia người Algeria-Pháp, đoạt giải Nobel (s. 1913)
- 1961 – Erwin Schrödinger, nhà vật lý học người Áo, đoạt giải Nobel (s. 1887)
- 1965 – Thomas Stearns Eliot, nhà thơ, nhà biên kịch, nhà phê bình người Mỹ, đoạt giải Nobel (s. 1888)
- 1970 – Jean Étienne Valluy, tướng lĩnh người Pháp (s. 1899)
- 2001 – Quách Thị Hồ, nghệ nhân ca trù người Việt Nam (s. 1909)
- 2010 – Yamaguchi Tsutomu, kỹ sư người Nhật Bản (s. 1916)
- 2011
  - Mohamed Bouazizi, nhà hoạt động chính trị người Tunisia (s. 1984)
  - Salmaan Taseer, doanh nhân và chính trị gia người Pakistan (s. 1944)
- 2021 – Tanya Roberts, dien viên Mỹ (s. 1955)

## Ngày lễ và kỷ niệm

### Quốc khánh
- Quốc Khánh Myanmar, 1948